# Bironides superstes
Bironides superstes är en trollsländeart som beskrevs av W. Foerster 1903. Bironides superstes ingår i släktet Bironides och familjen segeltrollsländor. IUCN kategoriserar arten globalt som livskraftig. Inga underarter finns listade i Catalogue of Life.